# باناناز (فلم)
يُعتبر فيلم باناناز فيلمًا كوميديًا أمريكيًا من إنتاج عام 1971 من إخراج وودي آلن وبطولة كل من آلن ولويز لاسر وكارلوس مونتالبان. الفيلم من تأليف آلن وميكي روز؛ تدور أحداث الفيلم حول مواطن نيويوركيّ متواضع يسافر -بعد أن هجرته صديقته الحميمة الناشطة- إلى أمة صغيرة في أمريكا اللاتينية ليشارك في تمردها الأخير. تستند أجزاء من حبكة الفيلم إلى كتاب ريتشارد باول دون كيشوت، الولايات المتحدة الأمريكية.
صُور الفيلم في موقع في مدينة نيويورك وليما وبورتوريكو، وحصل الفيلم عند صدوره على أصداء إيجابية من النقاد وحصل على المرتبة 78 في «100 تسلية لأفلام برافو» وعلى المرتبة 69 ضمن ترتيب معهد الفيلم الأمريكي 100 عام و100 ضحكة.

## الحبكة
وودي آلن في دور فيلدينغ ميليش هو الشخصية الرئيسية في الفيلم، لكنه لا يظهر إلا بعد شارة البداية. يهيئ المشهد الافتتاحي للفيلم -الذي تميز باغتيال رئيس «جمهورية الموز» الخيالية التابعة لسان ماركوس والانقلاب عليه الذي صعد من خلاله الجنرال إميليو مولينا فارغاس (كارلوس مونتالبان) إلى السلطة- الموقف الذي سيدفع ميليش إلى التورط في الأحداث. صُور المشهد على شكل بث تلفزيوني لمباراة ملاكمة ضمن برنامج وورد وايد أوف سبورتس، مع المضيف دون دونفي والمعلق الرياضي هوارد كوسيل.
يحاول ميليش العامل العصبي من ذوي الياقات الزرقاء إقناع الناشطة الاجتماعية نانسي (لويز لاسر) بمحاولة الاتصال بالثورة في سان ماركوس. يزور ميليش الجمهورية ويحاول إظهار اهتمامه بالشعب الأصلي. ومع ذلك، يأمر فارغاس رجاله سرًا بقتل ميليش، متنكرين في زي الثوار لإظهار المتمردين بمظهر سيئ في سبيل إرسال الولايات المتحدة الأمريكية مساعدة مالية لفارغاس. يستطيع ميليش الهروب من قتلة فارغاس، ولكن يلقي المتمردون الحقيقيون القبض عليه بعد فترة قصيرة من هروبه؛ ولكن يعلن فارغاس موت ميليش على الرغم مما حصل، الأمر الذي لم يترك لميليش أي خيار سوى الانضمام إلى المتمردين لمدة شهرين. يتعلم ميليش لاحقًا -بطريقة خرقاء- كيف يكون ثوريًا. يصاب إسبوزيتو -القائد الثوري المتشبه بكاسترو- بالجنون بعد نجاح ثورته؛ فيقرر المتمردون استبداله بميليش كرئيس لهم.
عند سفر ميليش (الذي يموه نفسه بلحية مزيفة طويلة) إلى الولايات المتحدة الأمريكية من أجل الحصول على مساعدات مالية، يلتقي مع صديقته الحميمة السابقة الناشطة فيُفضح أمره. في مشهد محاكمة كلاسيكي، يحاول ميليش الدفاع عن نفسه ضد سلسلة من إدانات الشهود، بما في ذلك حاملة لقب ملكة جمال أمريكا وامرأة أمريكية من أصول أفريقية في منتصف العمر تزعم بأنها جاي. إدغار هوفر ولكنه متخفي. يقدم أحد الشهود شهادة دفاع عن ميليش، ولكنه يقدم رواية أخرى تمامًا وغير داعمة لميليش بعد طلب كاتب المحكمة منه إعادة شهادته. حُكم على ميليش بالسجن في نهاية المطاف، ولكن عُلقت العقوبة بشرط ألا ينتقل للسكن في حي القاضي؛ توافق نانسي لاحقًا على الزواج منه. ينتهي الفيلم مع إتمام زواجهما بين الأغطية، وهو حدث انتهى بسرعة أكبر بكثير مما توقعت نانسي. رافق هوارد كوسيل ميليش في التعليق على هذه الليلة، بشكل مشابه للمشهد الافتتاحي للفيلم.

## روابط خارجية
- باناناز على موقع IMDb (الإنجليزية)
- باناناز على موقع ميتاكريتيك (الإنجليزية)
- باناناز على موقع الموسوعة البريطانية (الإنجليزية)
- باناناز على موقع روتن توميتوز (الإنجليزية)
- باناناز على موقع نتفليكس (الإنجليزية)
- باناناز على موقع قاعدة بيانات الأفلام العربية
- باناناز على موقع ألو سيني (الفرنسية)
- باناناز على موقع Turner Classic Movies (الإنجليزية)
- باناناز على موقع أول موفي (الإنجليزية)
- باناناز على موقع بوكس أوفيس موجو (الإنجليزية)